# Closer (filme)
Closer (bra: Closer - Perto Demais; prt: Perto Demais) é um filme estadunidense, do gênero drama romântico, dirigido por Mike Nichols, com roteiro de Patrick Marber baseado em sua peça teatral homônima.

## Sinopse
Anna (Julia Roberts) é uma fotógrafa bem sucedida que conhece e seduz Dan Woolf (Jude Law), um jornalista sem sucesso tentando lançar um livro, os dois acabam tendo um rápido envolvimento. A seguir, Anna conhece Larry Gray (Clive Owen) de uma forma um tanto inusitada, e, mais tarde, se casa com ele. Dan mantém um caso com Anna mesmo depois de seu casamento e usa a misteriosa Alice (Natalie Portman), uma stripper, como sua musa inspiradora, sem saber que Alice carrega diversos segredos ainda não revelados.[carece de fontes?]

## Elenco
- Julia Roberts...  Anna Cameron
- Jude Law...  Dan Woolf
- Natalie Portman... Alice Ayres/Jane Jones
- Clive Owen...  Larry Gray

## Recepção
O filme recebeu críticas positivas dos críticos. O resumo da revisão do site Rotten Tomatoes mostra 68% de avaliações positivas entre 202 comentários. Outro agregador de revisão, o Metacritic, mostra 65% das avaliações positivas entre 42 comentários.

## Prêmios e indicações
| Prêmio             | Categoria                | Recipiente                             | Resultado |
| ------------------ | ------------------------ | -------------------------------------- | --------- |
| Globo de Ouro 2005 | Melhor filme - drama     | Mike Nichols, John Calley, Cary Brokaw | Indicado  |
| Globo de Ouro 2005 | Melhor ator coadjuvante  | Clive Owen                             | Venceu    |
| Globo de Ouro 2005 | Melhor atriz coadjuvante | Natalie Portman                        | Venceu    |
| Globo de Ouro 2005 | Melhor roteiro           | Patrick Marber                         | Indicado  |
| Globo de Ouro 2005 | Melhor direção           | Mike Nichols                           | Indicado  |
| Oscar 2005         | Melhor ator coadjuvante  | Clive Owen                             | Indicado  |
| Oscar 2005         | Melhor atriz coadjuvante | Natalie Portman                        | Indicado  |
| BAFTA 2005         | Melhor atriz coadjuvante | Natalie Portman                        | Indicado  |
| BAFTA 2005         | Melhor ator coadjuvante  | Clive Owen                             | Venceu    |
| BAFTA 2005         | Melhor roteiro original  | Patrick Marber                         | Indicado  |